# NGC 82
NGC 82は、アンドロメダ座にある14.5等級の恒星である。1884年10月23日に、フランスの天文学者ギヨーム・ビゴルダンによって記録されている。ニュージェネラルカタログに掲載されたが、当初から恒星状であると記されている。